# Premuda
Premuda je otok z istoimenskim naseljem v Zadarskem arhipelagu. Leži jugovzhodno od Silbe, od katere ga deli Silbanski kanal in severozahodno od Škarde v srednji Dalmaciji. Na otoku, ki ima površino 8,66 km² živi v naselju Premuda 50 stalnih prebivalcev (popis 2001). Dolžina obale meri 25,731 km. Najvišji vrh na otoku je 88 mnm visoki Vrh. Na Premudi je le nekaj izvirov tekoče vode (v zalivu Loza), drugače pa  otok nima vodnih virov. Pokrit je z makijo in borovim gozdom.
Številni zalivi, največja med njimi Premuda in Zaporat na jugovzhodni obali otoka, nudijo dobra zaklonišča jadrnicam in manjšim ladjam pred burjo. Premuda (otok) je atraktivna destinacija za številne aktivnosti v vodnih športih, predvsem potapljanju.
Edino otoško naselje Premuda, leži na severnem delu otoka, med starim pristaniščem Loza, ki leži v istoimenskem zalivu in novim trajektnim pristaniščem Krijal.
Na otoku sta dva svetilnika. Prvi stoji na pomolu v pristanišču Krijal in oddaja svetlobni signal: R Bl 3s. nazivni domet svetilnika je 4 milje. Drugi svetilnik pa stoji pred starim pristaniščem Loza. Ta oddaja svetlobni signal: R Bl 3s. Nazivni domet svetilnika je 4 milje.
V antičnih časih se je današnja Premuda imenovala Pamodos, v srednjem veku, od 10. stoletja dalje pa Pyrotoma.